# Гараев, Вюсал Ислам оглы
Вюсал Ислам оглы Гараев (азерб. Qarayev Vüsal İslam oğlu; 8 июля 1986, Товуз, Азербайджанская ССР, СССР) — азербайджанский футболист. Амплуа — полузащитник и нападающий.
Родной брат Хаял также профессиональный футболист.

## Клубная карьера
Профессиональную карьеру футболиста начал в родном городе Товуз, в 2003 году в команде «Туран». В дальнейшем защищал также цвета азербайджанских клубов «Гилян», «Мугань», «Ряван» и «АЗАЛ». В 2012 году перешёл в клуб Премьер-лиги, мардакянский «Равян», а в 2015 году вернулся в «Товуз».

### Еврокубки
Дебют в еврокубках состоялся 30 июня 2011 года в первом отборочном раунде Лиги Европы в составе бакинского «Олимпика» против белорусского «Минска».

## Молодёжная сборная Азербайджана
В 2005 и 2007 годах, дважды привлекался в ряды молодёжной сборной Азербайджана (U 21), в отборочных матчах Чемпионата Европы против сборных Молдовы и Белоруссии.